# Новицкий, Людвиг
Людвиг Новицкий, он же Викентий Казимирович Новицкий (пол. Ludwik Nowicki; около 1830, Вильно — 7 (19) января 1886, близ Арска) — польско-российский пианист, композитор и музыкальный педагог.
Музыкант в третьем поколении: отец, Казимир Новицкий, был контрабасистом (по другим сведениям, кларнетистом) в оркестре оперного театра, дед Игнаций также был музыкантом. Первоначальное музыкальное образование получил дома, затем, вероятно, учился в Варшаве (по некоторым предположениям, мог быть учеником Станислава Монюшко).
В 1849 г. опубликовал в Санкт-Петербурге учебник «Полная теоретико-практическая школа, или Руководство к достижению правильной и основательной игры фортепиано», за который получил от императрицы Александры Фёдоровны золотые часы. По мнению современного специалиста, это «продуманный и систематизированный труд, текст которого достаточно хорошо отредактирован, изложен грамотно и доступно». В 1850-е гг. выступал как аккомпаниатор с Аполлинарем Контским, гастролировал с ним в Минске, Витебске, Смоленске, Киеве. Спорадически выступал в Вильнюсе как дирижёр — в частности, в 1862 г. дирижировал масштабным исполнением оратории Йозефа Гайдна «Семь слов Спасителя на кресте».
В композиторском наследии Новицкого важное место занимают полонезы, по большей части программные, посвящённые деятелям польской истории: Яну Замойскому и Каспару Карлинскому (возможно, что оба использовались при виленских постановках драмы Владислава Сырокомли «Каспар Карлинский»), а также полонез «Концерт Янкеля» (к соответствующему эпизоду из поэмы Адама Мицкевича «Пан Тадеуш»). Написал ряд других фортепианных пьес, в том числе на сакральные темы. В 1860 г. сочинил одноактную оперу «Ночь на кладбище» (пол. Noc na cmentarzu), либретто Вацлава Пшибыльского по Ю. И. Крашевскому. В 1861 г. опубликовал сборник романсов (пол. Piosennik Ludwika Nowickiego) на стихи Сырокомли, Антония Одынца, Генрика Яблоньского и др.
После Польского восстания 1863 года вместе с сестрой Александрой был выслан в Уфу. Давал частные уроки; его ученицей была Вера Тиманова, для таланта которой Новицкий сделал очень много. Вместе с Тимановой в 1867 г. выступил в Казани (исполнялись на двух фортепиано произведения Ф. Шопена и Ф. Мендельсона). В 1870 г. обосновался в Казани и открыл музыкальную школу, действовавшую до 1881 г.; учениками Новицкого были заметные в дальнейшем казанские музыканты и педагоги — В. И. Шидловский, И. Ф. Петропавловский, Э. Ф. Кондратович.